# 王洪顥
王洪颢（？—？），字光乾，號泰熙，陕西西安府三原縣人，明朝政治人物。

## 生平
萬曆十六年（1588年）戊子科陕西乡试舉人，二十六年（1598年）戊戌科進士，工部觀政，二十七年官洛陽縣知县，三十五年京察調用，三十六年補北直隶内丘知縣，三十七年升南京户部主事，三十年管杭州北新鈔關，卒于官，著有《异政录》。